# Utøya 22. juli
Utøya 22. juli (U - July 22) er en norsk dramafilm fra 2018, instrueret af Erik Poppe. Filmen er baseret på historiske begivenheder, men personerne er fiktive.  Utøya 22. juli er lavet i tæt samarbejde med flere overlevende efter massakren på Utøya 22. juli i 2011, for at gøre denne thriller så tæt på virkeligheden som muligt. Terroristen forbliver i periferien for i stedet at stille skarpt på de mennesker, der betaler prisen for hans galskab. Filmen er optaget i et enkelt skud.

## Handling
Ungdom fra hele Norge samledes i en socialdemokratisk sommerlejr på en ø. Deltagerne får nyheder om, at en bombe er blevet blæst i regeringskvarteret i Oslo, men tror de er sikre, så længe de er på en ø, væk fra byen. Pludselig afbrydes livet i lejren ved lyden af skyding. Er det et fyrværkeri eller måske en øvelse? Når deltagerne opfatter, at skydningen er ægte, begynder en desperat flugt fra den højreekstreme gerningsmanden.  Filmen følger hovedpersonen Kaja tæt i realtid under flugten. Kaja er en lederfigur, der er vant til at tage ansvar. Hun tager sig af de andre og leder forgæves efter hendes søster,  mens et stort antal pistol skud rammer. Den hensynsløse morder bevæger sig rundt om øen på jagt efter endnu flere ofre.

## Centrale roller
- Kaja: Andrea Berntzen
- Magnus: Aleksander Holmen
- Petter: Brede Fristad
- Emilie: Elli Rhiannon Müller Osbourne
- Issa: Sorosh Sadat
- Caroline: Ada Eide
- Tobias: Magnus Moen
- Såret pige: Solveig Koløen Birkeland